# Parco nazionale De Zoom-Kalmthoutse Heide
Il parco nazionale De Zoom-Kalmthoutse Heide (in olandese: Nationaal Park De Zoom-Kalmthoutse Heide) è un parco naturale transfrontaliero situato tra Brabante Settentrionale, nei Paesi Bassi e Fiandre, in Belgio.